# Ozawainelloidea
Ozawainelloidea es una superfamilia de foraminíferos cuyos taxones se han incluido tradicionalmente en la superfamilia Fusulinoidea, del suborden Fusulinina y del orden Fusulinida. Su rango cronoestratigráfico abarca desde el Viseense (Carbonífero inferior) hasta el Murgabiense (Pérmico superior).

## Discusión
Clasificaciones más recientes incluyen Ozawainelloidea en la subclase Fusulinana de la clase Fusulinata.

## Clasificación
Ozawainelloidea incluye a las siguientes familias y subfamilias:
- Familia Eostaffellidae
  - Subfamilia Eostaffellinae
- Familia Ozawainellidae
  - Subfamilia Millerellinae
  - Subfamilia Ozawainellinae
  - Subfamilia Pseudostaffellinae
- Familia Profusulinellidae
  - Subfamilia Aljutovellinae
  - Subfamilia Profusulinellinae

La última familia ha sido subdividida en ocasiones en dos familias:
- Familia Aljutovellidae, para agrupar la subfamilia Aljutovellinae
- Familia Pseudostaffellidae, para agrupar la subfamilia Pseudostaffellinae